# Isla Kingman
La isla Kingman (en inglés: Kingman Island; también conocida como barrera de Burnham) es una isla estadounidense que junto con la menor isla de Heritage están en el noreste y el sudeste de Washington D. C. específicamente en el río Anacostia. Ambas islas fueron hechas por el hombre, construidas a partir de material de dragado del río Anacostia y terminadas en 1916. Kingman  está bordeada al este por el río Anacostia y al oeste por el lago Kingman. Por su parte la isla de Heritage está rodeada totalmente por el Lago Kingman. Ambas islas son propiedad federal, administradas por el Servicio de Parques Nacionales hasta 1995 y actualmente gestionadas por el distrito de Columbia.